# Start a Fire
Start A Fire (Português: Começar um incêndio) é a canção que representou o Azerbaijão no Festival Eurovisão da Canção 2014.
A referida canção foi interpretada em inglês. Foi a oitava canção a ser interpretada na noite da 1ª semi-final, depois da canção da Rússia "Shine" e antes da canção da Ucrânia "Tick-Tock". Terminou a competição em 9.º lugar tendo recebido 57 pontos, conseguindo passar à final.
Na final foi a terceira canção a ser interpretada na noite da final, depois da canção da Bielorrússia "Cheesecake" e antes da canção da Islândia "No Prejudice". Terminou a competição em 22.º lugar tendo recebido 33 pontos, a pior classificação do Azerbaijão no certame.